# 너의 이름은 효자
《너의 이름은 효자》는 한국방송공사 1TV 특집드라마이다.

## 기획 의도
어머니의 현신적인 사랑을 통해 진정한 효를 그린 드라마

## 제작진
- 극본 : 문호선
- 연출 : 엄기백

## 출연진
- 강영아
- 김기진
- 김덕현
- 김정난
- 김지영
- 김진태
- 김진해
- 김하균
- 선동혁
- 선우은숙
- 안병경
- 이경실
- 임찬호
- 장미자
- 장영주
- 황덕재